# Hein Meijer
Hein Meijer (16 januari 1961) is een Nederlandse dammer die in 2001 op de gedeelde eerste plaats eindigde in het Nederlands kampioenschap en na een barrage derde werd. Hij nam in 1997 deel aan het WK kandidatentoernooi in Stadskanaal en werd in 2007 Nederlands kampioen sneldammen. Hein onderhoudt met Kees Thijssen en Bennie Provoost de website 10x10 special. Hij is in het bezit van de titels Internationaal Grootmeester en Nationaal Grootmeester.
Nederlands kampioenschap dammen
Stand van zaken 2019: Meijer nam 21 keer deel aan het Nederlands kampioenschap dammen, met de volgende resultaten: 
| jaar | locatie        | plaats |  | jaar | locatie     | plaats |  | jaar | locatie   | plaats |  | jaar | locatie | plaats |
| ---- | -------------- | ------ |  | ---- | ----------- | ------ |  | ---- | --------- | ------ |  | ---- | ------- | ------ |
| 1986 | Utrecht        | 6e     |  | 1995 | Stadskanaal | 3e     |  | 2004 | Huissen   | 11e    |  |      |         |        |
| 1987 | Nijverdal      | 8e     |  | 1996 | Steenwijk   | 7e     |  | 2009 | Huissen   | 4e     |  |      |         |        |
| 1990 | Den Helder     | 7e     |  | 1997 | Uithuizen   | 6e     |  | 2013 | Steenwijk | 7e     |  |      |         |        |
| 1991 | Drachten       | 2e     |  | 1999 | Huissen     | 13e    |  | 2014 | Huissen   | 10e    |  |      |         |        |
| 1992 | Surhuisterveen | 4e     |  | 2000 | Hengelo     | 4e     |  | 2015 | Emmeloord | 6e     |  |      |         |        |
| 1993 | Apeldoorn      | 6e     |  | 2001 | Zwartsluis  | 3e $$  |  | 2017 | Urk       | 10e    |  |      |         |        |
| 1994 | Huissen        | 3e     |  | 2002 | Velp        | 6e     |  | 2019 | Huissen   | 7e     |  |      |         |        |

$$ 2001: gedeeld 1e plaats, 3e plaats na rapidherkamp
Europees kampioenschap dammen
Hij nam deel aan het Europees kampioenschap dammen in 1992, Parthenay (9e plaats met 23 punten uit 19 partijen) en in 2008, Talinn (11e plaats met 11 punten uit 9 partijen). 